# Liste der Museen in Essen
Die Liste der Museen in Essen beschreibt die Museen in Essen, die unter anderem Kunst, Industriegeschichte und Heimatgeschichte zum Gegenstand haben.

## Liste
| Museum                                        | Ortsteil                                 | Beschreibung | Bild |
| --------------------------------------------- | ---------------------------------------- | --- | ---- |
| Haus der Essener Geschichte / Stadtarchiv     | Stadtkern 51° 27′ 0″ N, 7° 0′ 24″ O      | Eröffnet 2011. Träger: Stadt Essen. |      |
| Alte Synagoge                                 | Stadtkern 51° 27′ 23″ N, 7° 1′ 0″ O      | Haus jüdischer Kultur, eröffnet 2010. Träger: Stadt Essen. |      |
| Bergbau- und Heimatmuseum im Paulushof        | Heisingen                                | Bergbau- und Heimatmuseum; gegründet 1984. Träger: Museumskreis der evangelischen Kirchengemeinde Heisingen. |      |
| Deilbachhammer                                | Kupferdreh 51° 22′ 57″ N, 7° 6′ 12″ O    | Industriedenkmal, seit 1998 Außenstelle des Ruhr Museums. Träger: Stiftung Ruhr Museum. |      |
| Deutsches Plakatmuseum                        | Südviertel 51° 26′ 30″ N, 7° 0′ 15″ O    | Sammlung von rund 340.000 Plakaten aus allen Bereichen des gesellschaftlichen Lebens und verschiedenen Epochen; gegründet 1974, seit 2010 im Gebäude des Museum Folkwang. Träger: Stadt Essen.                                                 |      |
| Domschatzkammer                               | Stadtkern 51° 27′ 21″ N, 7° 0′ 51″ O     | Kunstwerke und Kirchenschätze des Essener Damenstiftes, überwiegend aus dem 10. und 11. Jahrhundert. Träger: Bistum Essen. |      |
| Museum Folkwang                               | Rüttenscheid 51° 26′ 30″ N, 7° 0′ 15″ O  | Kunstmuseum, Ursprung 1921. Träger: Stadt Essen. |      |
| Halbachhammer                                 | Fulerum 51° 25′ 43″ N, 6° 58′ 12″ O      | Industriedenkmal, seit 1998 Außenstelle des Ruhr Museums. Träger: Stiftung Ruhr Museum. |      |
| Kupferhammer                                  | Kupferdreh 51° 22′ 52″ N, 7° 5′ 28″ O    | Industriedenkmal, Außenstelle des Ruhr Museums. Träger: Stiftung Ruhr Museum. |      |
| Kunsthaus Essen                               | Rellinghausen 51° 25′ 33″ N, 7° 3′ 8″ O  | Kunstmuseum; gegründet 1977. Träger: Kunsthaus Essen. |      |
| Markt- und Schaustellermuseum                 | Stadtkern 51° 27′ 5″ N, 7° 0′ 18″ O      | Geschichte der Schaustellerei seit Ende des 18. Jahrhunderts, 1998 in der Hachestraße eröffnet, zuvor am Berliner Platz. Wurde 2020 geschlossen und die Sammlung 2023 aufgelöst.                                                               |      |
| Mineralien-Museum Kupferdreh                  | Kupferdreh 51° 23′ 32″ N, 7° 4′ 58″ O    | Mineralienausstellung mit wechselnden Sonderausstellungen; gegründet 1984, heute Außenstelle des Ruhr Museums. Träger: Stiftung Ruhr Museum.                                                                                                   |      |
| OKtoRail                                      | Rüttenscheid 51° 25′ 54″ N, 6° 59′ 29″ O | Modelleisenbahnausstellung; eröffnet am 7. Juni 2014 in der Orangerie des Grugaparks. |      |
| Phänomania Erfahrungsfeld                     | Katernberg 51° 29′ 21″ N, 7° 3′ 52″ O    | 1996 im Fördermaschinenhaus der Zeche Zollverein Schacht 3/7/10 eröffnet. Träger: Erfahrungsfeld zur Entfaltung der Sinne Gemeinnützige Forschungs- und Bildungsgesellschaft mbH.                                                              |      |
| Polizeimuseum                                 | Rüttenscheid 51° 25′ 13″ N, 6° 59′ 2″ O  | Polizeihistorische Sammlung der International Police Association, gegründet 2010. In den Jahren 2010 bis 2013: 3500 Besucher |      |
| Red Dot Design Museum                         | Katernberg 51° 29′ 16″ N, 7° 2′ 42″ O    | Designmuseum; gegründet 1997. Jährlich etwa 180.000. Träger: Design Zentrum Nordrhein-Westfalen. |      |
| Rotkreuz-Museum                               | Stadtkern 51° 27′ 7″ N, 7° 0′ 30″ O      | Interne Geschichte des Kreisverbandes Essen; gegründet 1990. Träger: Deutsches Rotes Kreuz. |      |
| Ruhr Museum                                   | Stoppenberg 51° 29′ 10″ N, 7° 2′ 32″ O   | Natur- und kulturhistorisches Museum für das Ruhrgebiet; Ursprung 1904, heute in der Zeche Zollverein beheimatet. Träger: Stiftung Ruhr Museum.                                                                                                |      |
| Schatzkammer St. Ludgerus                     | Werden 51° 23′ 16″ N, 7° 0′ 19″ O        | Ausstellung spätantiker, christlicher Kunst und liturgischer Geräte des 19. Jahrhunderts in der St.-Ludgerus-Kirche, der ehemaligen Klosterkirche der Abtei Werden; eröffnet 1979. Träger: Bistum Essen.                                       |      |
| Schloss Borbeck                               | Borbeck-Mitte 51° 28′ 6″ N, 6° 56′ 32″ O | Dauerausstellung Schloss Borbeck und die Fürstäbtissinnen, eröffnet 2006; dazu wechselnde Ausstellungen zeitgenössischer Künstler. Träger: Stadt Essen.                                                                                        |      |
| Skulpturen im Grugapark                       | Rüttenscheid 51° 25′ 41″ N, 6° 59′ 13″ O | Kunstsammlung im Grugapark. Träger: Stadt Essen. |      |
| Skulpturenensemble Moltkeplatz                | Südostviertel 51° 26′ 45″ N, 7° 1′ 27″ O | Kunstsammlung im Moltkeviertel; seit 1981. Träger: Verein Kunst am Moltkeplatz in Essen (KaM). |      |
| Skulpturenpark Zollverein                     | Stoppenberg 51° 29′ 4″ N, 7° 2′ 28″ O    | Kunstsammlung auf Zeche Zollverein mit Werken von Ulrich Rückriem; eröffnet 1991. Träger: Stiftung Zollverein. |      |
| Stadtmuseum Kettwig                           | Kettwig 51° 21′ 48″ N, 6° 56′ 23″ O      | Heimatkundemuseum im Rathaus Kettwig; gegründet 1990. Träger: Kettwiger Museums- und Geschichtsfreunde. |      |
| Villa Hügel                                   | Bredeney 51° 24′ 25″ N, 7° 0′ 30″ O      | Geschichte der Familie und der Firma Friedrich Krupp AG; Historisches Archiv Krupp; Wechselausstellungen der Alfried Krupp von Bohlen und Halbach-Stiftung – seit 1953 ist die Villa Hügel für Besucher geöffnet. Träger: Kulturstiftung Ruhr. |      |
| Historische Sammlung der Ruhrwasserwirtschaft | Rellinghausen                            | Wasserwirtschaft in der Ruhrregion |      |